# Ouplay Village
Ouplay Village es una villa de Trinidad y Tobago, que forma parte de la región de Couva-Tabaquite-Talparo.

## Geografía
La villa abarca parte de la isla Trinidad y limita al norte con Brechin Castle, al sur con Phoenix Park, al este con Basta Hall y al oeste con Dow Village y Esperanza.

## Demografía
Datos demográficos de la villa de Ouplay Village:
| Gráfica de evolución demográfica de Ouplay Village entre 2000 y 2011 |
|                                                                      |